# Chaos Theory - Splinter Cell 3 Soundtrack
Chaos Theory - Splinter Cell 3 Soundtrack è la colonna sonora del videogioco Tom Clancy's Splinter Cell: Chaos Theory, composta da Amon Tobin e pubblicata nel 2005.

## Tracce
1. Breaking Protocol – 3:35
2. El Cargo – 3:05
3. Kokubo Sosho Stealth – 3:15
4. Displaced – 5:15
5. The Lighthouse – 6:15
6. The Clean Up – 6:50
7. Ruthless – 4:45
8. Splinter Cell Conviction - Theme Menu – 2:15
9. Kokubo Sosho Battle – 3:00
10. Ruthless (reprise) – 4:25
11. Hokkaido – 3:05
12. Theme From Battery – 4:50

Durata totale: 50:35